# Kobysewo
Kobysewo (kaszub. Kòbùsewò) – wieś kaszubska w Polsce położona w województwie pomorskim, w powiecie kartuskim, w gminie Przodkowo w pobliżu trasy drogi wojewódzkiej nr 224. Wieś charakteryzuje się dużym stopniem zurbanizowania.
Wieś królewska w powiecie mirachowskim w województwie pomorskim w II połowie XVI wieku. W latach 1975–1998 miejscowość administracyjnie należała do województwa gdańskiego.